# Stenamma maximon
Stenamma maximon (лат.) — вид мелких муравьёв рода Stenamma из подсемейства Myrmicinae (Formicidae). Северная Америка: южная Мексика и  далее до Гондураса.

## Описание
Мелкие муравьи, длина около 3 мм. Общая окраска тела от тёмно-коричневого до чёрного цвета, ноги и усики более светлые — оранжево-коричневые. Длина головы рабочего (HL) 0,67—0,86 мм (ширина головы, HW — 0,57—0,76 мм). Длина скапуса усиков рабочего (SL) — 0,53—0,74 мм. Головной индекс (CI=HW/HL × 100) — 83—93, Индекс скапуса (SI=SL/HW × 100.) — 80—101. Усики 12-члениковые (булава из 4 сегментов). Глаза мелкие (до 8 омматидиев в самой широкой линии) расположены в переднебоковых частях головы. Жвалы с 6 зубцами (из них 4 апикальных). Клипеус в передней части с 2—4 мелкими тупыми выступами — зубцами. Стебелёк между грудкой и брюшком состоит из двух сегментов (петиоль + постпетиоль). Встречаются в тропических облачных лесах, дубовых и смешанных лесах на высотах 1700—2800 м. Вид близок к видам Stenamma crypticum, Stenamma huachucanum, Stenamma ochrocnemis, но наличие выпуклого постпетиля, извилистого базального края жвал и зубчатого переднего края клипеального края позволяет легко отделить Stenamma maximon от большинства других видов Stenamma. Вид был впервые описан в 2013 году американским мирмекологом Майклом Бранштеттером (Michael G. Branstetter; Department of Entomology, Калифорнийский университет в Дэвисе и Национальный музей естественной истории, Смитсоновский институт, Вашингтон, DC, США).